# علي فاسير
علي فاسير مواليد 4 سبتمبر 1988 في المالديف، هو لاعب كرة قدم مالديفي يلعب مع نادي نيو راديانت كلاعب وسط.

## المسيرة الاحترافية

### أندية لعب لها
- نادي نيو راديانت
- نادي فيكتوري
- نادي نيو راديانت

## روابط خارجية
- علي فاسير على موقع إي إس بي إن إف سي (الإنجليزية)
- علي فاسير على موقع قاعدة بيانات كرة القدم.إي يو (الإنجليزية)
- علي فاسير على موقع ناشيونال فوتبول تيمز (الإنجليزية)
- علي فاسير على موقع Soccerway.com (الإنجليزية)
- علي فاسير على موقع عالم كرة القدم.نت (الإنجليزية)
- علي فاسير على موقع GSA (الإنجليزية)